# Witoszka Bistrica
Witoszka Bistrica (bułg. Витошка Бистрица) – rzeka w zachodniej Bułgarii, lewy dopływ Iskyru – dopływu Dunaju. Długość – 12 km.
Witoszka Bistrica ma źródła na wysokości 2200 m n.p.m. między szczytami Skoparnik i Goljam rezen w masywie górskim Witosza. Spływa na wschód i wpada do Iskyru tuż przed sztucznym zbiornikiem Panczarewo, na wysokości około 600 m n.p.m. W górnym biegu Witoszkiej Bistricy znajduje się wodospad Samokowiszte, a w dolnym – progi skalne.